# Orzechowo (Warzno)
Orzechowo – część wsi Warzno w Polsce, położona w województwie pomorskim, w powiecie wejherowskim, w gminie Szemud, w pobliżu jeziora Orzechowo. Wchodzi w skład sołectwa Warzno.
W latach 1975–1998 Orzechowo administracyjnie należało do województwa gdańskiego.